# Kiczera Sokolicka
Kiczera Sokolicka – zalesiony szczyt o wysokości 836 m n.p.m. w Bieszczadach Zachodnich.

Zobacz też: Kiczera